# Samuli Paulaharju

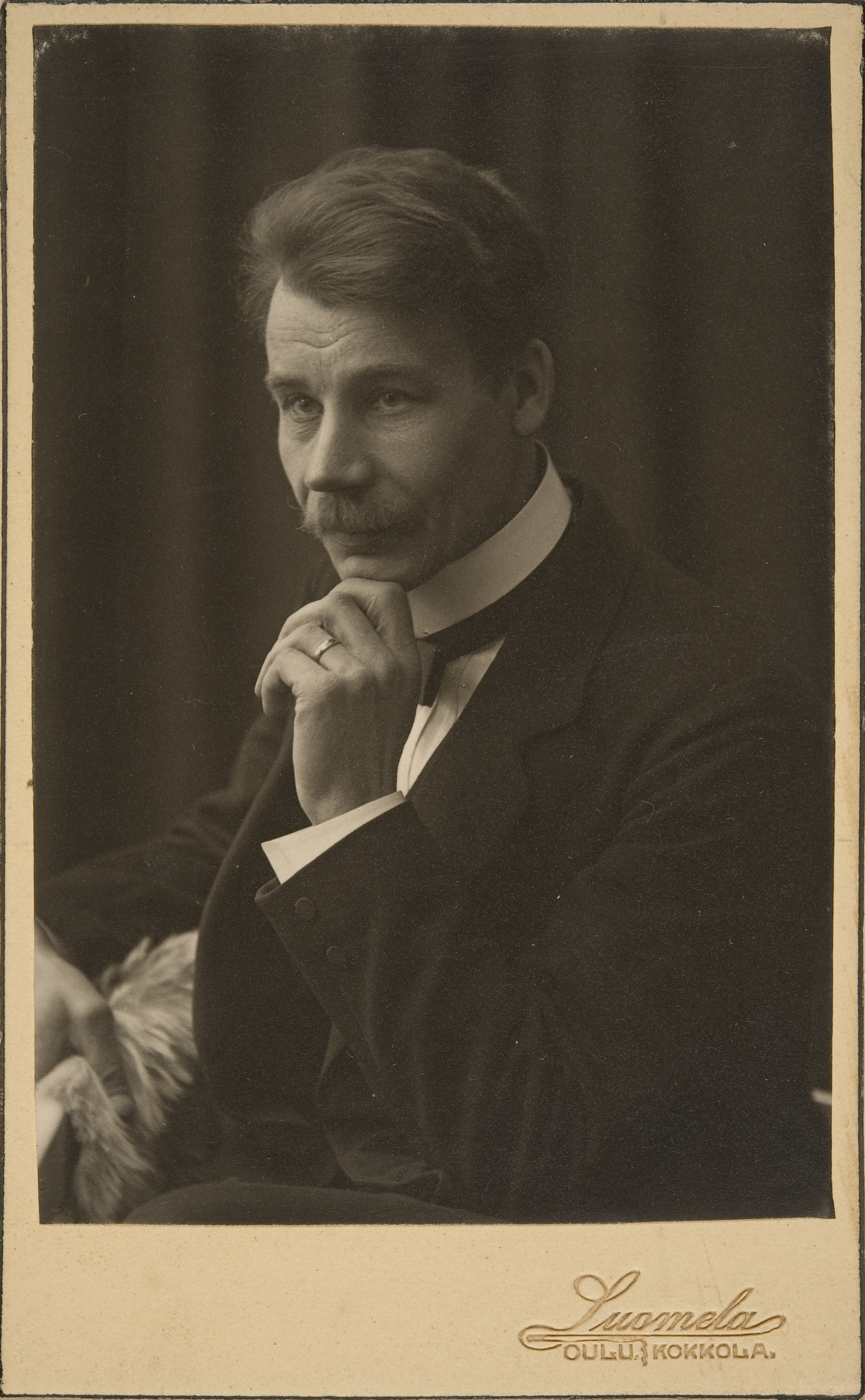
Samuli Paulaharju.

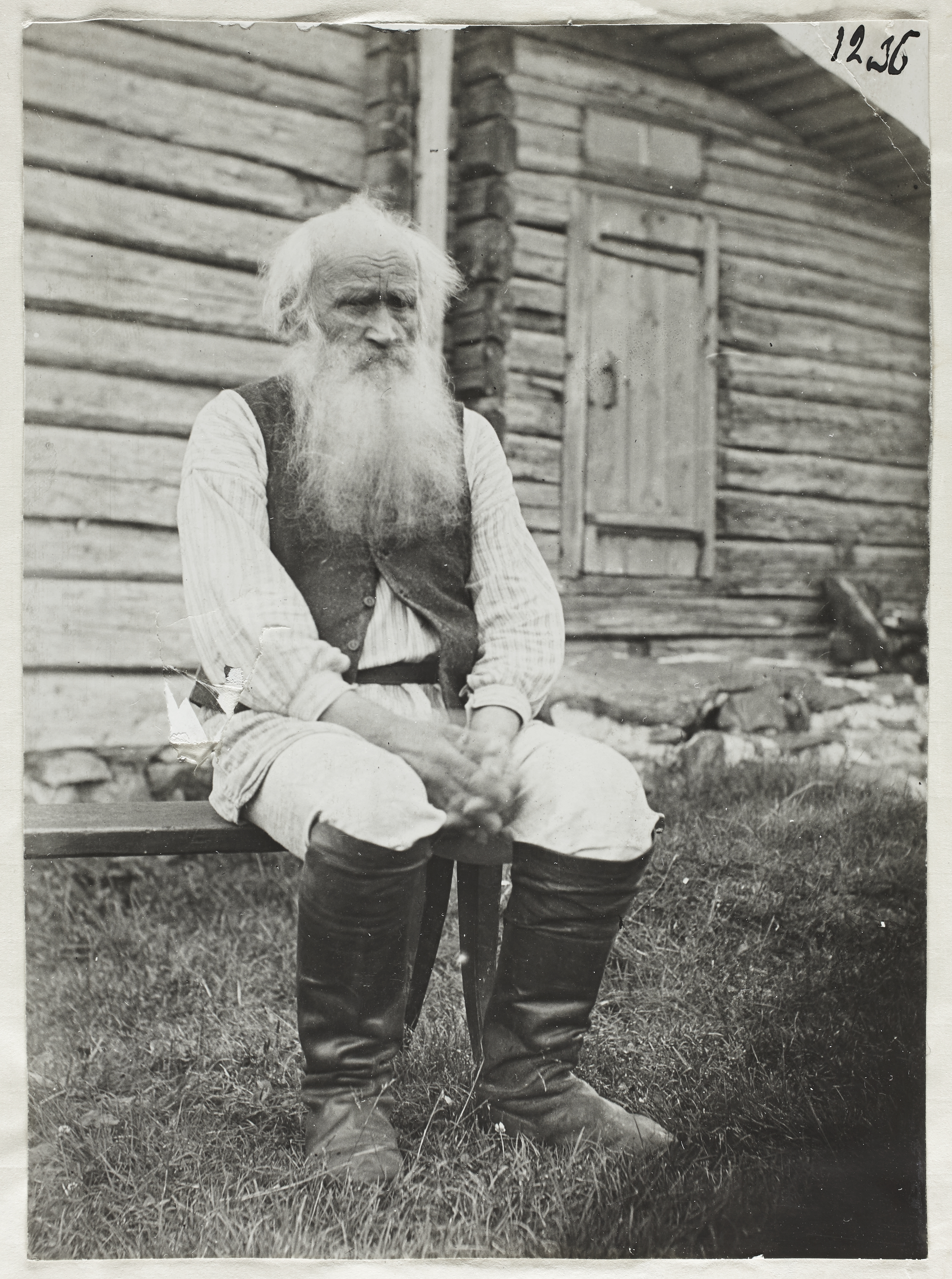
Porträtt av Pedri Shemeikka, 1907

Samuli Paulaharju, född 14 april 1875 i Kurikka, död 6 februari 1944 i Uleåborg, var en finländsk etnograf, som erhöll professors titel 1943. 
Samuli Paulaharju var chef för Uleåborgs museum mellan 1908 och 1924. Han företog åtskilliga insamlingsresor till fots, tog fotografier och gjorde teckningar av olika föremål. Resultatet av dessa långa utfärder återfinns hos Finska litteratursällskapet och Nationalmuseet. Han var också mycket produktiv som författare och förutom böckerna skrev han hundratals tidningsartiklar.
Under sin livstid fick Paulaharju röna en viss nedlåtande inställning från akademiskt bildade kolleger men idag uppskattas han som en av de absolut främsta finländska etnologerna.
Samuli och hustrun Jenny Paulaharju bodde i stadsdelen Tuira i Uleåborg i det så kallade "Blå huset". I Tuira restes år 1995 ett monument över Samuli Paulaharju utfört av skulptören Ari Koch.